# Vado Ancho
Vado Ancho – gmina (municipio) w południowym Hondurasie, w departamencie El Paraíso. W 2010 roku zamieszkana była przez ok. 4,2 tys. mieszkańców. Siedzibą administracyjną jest miejscowość Vado Ancho. Alkadem gminy jest Olman Elivaldo Espinal Briceño.

## Położenie
Gmina położona jest w zachodniej części departamentu. Graniczy z gminami:
- Texiguat od północy i zachodu,
- San Lucas od północy
- San Antonio de Flores od wschodu,
- Morolica od południa i wschodu,
- Liure od południa.

## Miejscowości
Według Narodowego Instytutu Statystycznego Hondurasu na terenie gminy położone były następujące miasteczka i wsie:
- Vado Ancho
- Apausupo
- Las Uvillas
- San Jerónimo de Vado Ancho
- Tolobre